# 恵庭市立恵庭中学校
恵庭市立恵庭中学校（えにわしりつ えにわちゅうがっこう）は、北海道恵庭市文京町に所在する公立中学校。
生徒数 406名（2024年現在）

## 概要
恵庭で最も古い中学校であり、同じ敷地内に隣接している柏小学校がある。

## 沿革

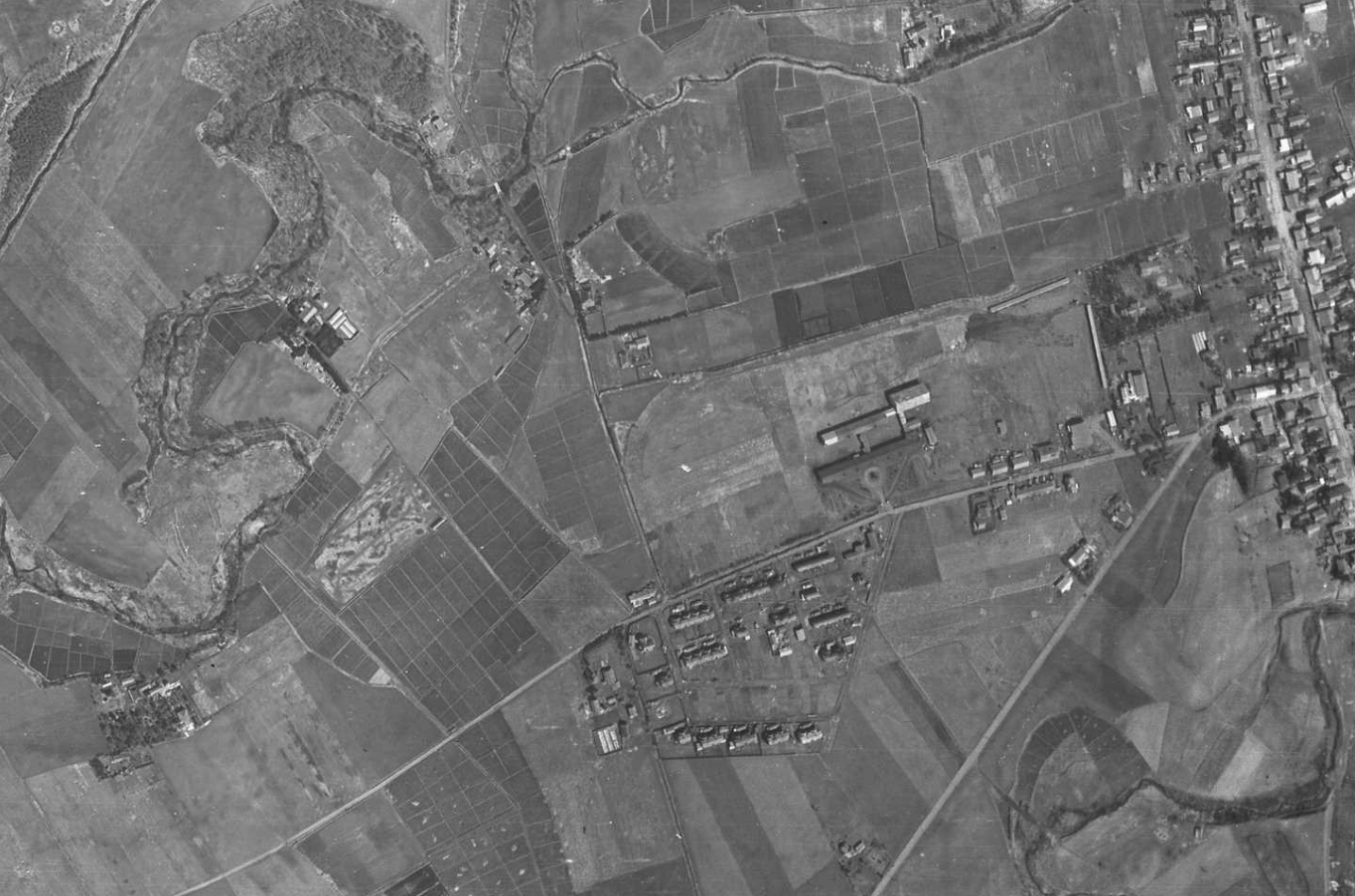
恵庭町立恵庭中学校の周辺（1953年）
国土地理院地図を基に作成。

1947年に生徒190名（4学級）で開校した。1974年には生徒数が増加したことで、同校より恵明中学校が分離し、7年後の1981年にも同様の理由で、柏陽中学校が分離した。
年表
- 1947年（昭和22年）- 恵庭村立恵庭中学校開校（恵庭小学校に併置）[3]、校章制定[2]。
- 1949年（昭和24年）- 完成した新校舎に移転[3]。
- 1950年（昭和25年）- 屋内運動場完成[3]
- 1951年（昭和26年）- 町制施行により恵庭町立恵庭中学校に改称、恵庭高校定時制を併置[3]。
- 1952年（昭和27年）- 恵庭中学校盤尻分校が盤尻中学校として独立[2]。
- 1954年（昭和29年）- 校歌制定（作詞:宮地生一郎 作曲:加藤研三）[2]
- 1955年（昭和30年）- 校舎改築工事完成（音楽室、理科室、図書室）[3]
- 1956年（昭和31年）- 校舎西側にグラウンド造成[3]。
- 1958年（昭和33年）- プール完成[2]。
- 1959年（昭和34年）- 校舎増築工事完成（普通教室3）[2]
- 1961年（昭和36年）- ブロック平屋建増築（普通教室2）[2]
- 1962年（昭和37年）- 恵庭南高校定時制が移転[2]。
- 1964年（昭和39年）- 盤尻中学校の閉校により統合[2]。
- 1968年（昭和43年）- 鉄筋コンクリート造3階建防音の新校舎完成[3]。
- 1970年（昭和45年）- 市制施行により恵庭市立恵庭中学校に改称[3]。
- 1972年（昭和47年）- 体育館完成[3]、プレハブ教室増築、プール更衣室を普通教室に改築転用[2]。
- 1973年（昭和48年）- 移転した旧恵庭南高校の解体木材を利用し木造平屋を増築（普通教室2）[2]
- 1974年（昭和49年）- 恵明中学校と分離、特殊学級（精薄）を開設[2][3]。
- 1975年（昭和50年）- 特殊学級（言語）を開設[2]。
- 1977年（昭和52年）- 特殊学級（情緒）を開設、特殊学級を職業学級に名称変更[2]。
- 1978年（昭和53年）- プレハブ教室増築[2]。
- 1981年（昭和56年）- 柏陽中学校と分離[2]。
- 1988年（昭和63年）- 校舎増築（特別教室6）[2]
- 1992年（平成4年）- 校舎大規模改修工事着工[2]。
- 1993年（平成5年）- 体育館改修工事完成[3]。
- 1996年（平成8年）- 校舎大規模改修工事完成[2]。
- 2006年（平成18年）- 恵庭市により図書司書を配置[3]。
- 2007年（平成19年）- 教室増設（普通教室2）[3]
- 2021年（令和3年）- 新制服に変更[4]

## 教育目標
自らを磨き 豊かに生きる - 優しく 強く 伸びやかに -

## 学校行事
学校行事は以下の通り。
- 4月 - 前期始業式、入学式、修学旅行（3年）、標準学力テスト
- 5月 - 開校記念日、宿泊学習（2年）、花壇作業、体育大会
- 6月 - 前期中間テスト
- 7月 - 学力テスト（3年）、夏季休業
- 8月 -
- 9月 - 前期期末テスト、学力テストA
- 10月 - 文化発表会、学力テストB、前期終業式、秋季休業、後期始業式、職場体験学習（2年）
- 11月 - 後期中間テスト、学力テストC、学力テスト（1・2年）
- 12月 - 後期期末テスト（3年）、冬季休業
- 1月 -
- 2月 - 学力テスト（1・2年）、後期期末テスト（1・2年）
- 3月 - 卒業式、修了式、学年末休業

## 生徒会活動
生徒会役員ではゴミゼロクリーン登校、挨拶啓発テレビ放送、整美委員会の呼び掛けで草取りなどを実施している。
| 生徒会役員 - 生徒会長 - 副会長（2名） - 書記長 - 書記 - 監査（2名） | 常任委員会 - 学習委員会 - 生活委員会 - 文化委員会 - 保体委員会 - 整美委員会 - 図書局 - 放送局 |

## 部活動
| 運動部 - 野球部 - サッカー部 - バスケットボール部（男子・女子） - バレーボール部（男子・女子） - バドミントン部 - 卓球部（男子・女子） - 陸上部 | 文化部 - 吹奏楽部 - コンピューター部 - 美術部 |

## 通学区域
通学区域は以下の通り。
- 本町
- 漁町
- 桜町
- 泉町
- 白樺町
- 文京町
- 大町
- 恵南
- 柏木町
- 幸町
- 駒場町
- 牧場
- 島松沢
- 盤尻
- 美咲野
- 北柏木町3丁目（100-364番地）

## 出身小学校
通学区域によって3校に別れる。
- 恵庭市立恵庭小学校
- 恵庭市立柏小学校
- 恵庭市立和光小学校

## 交通
鉄道
- JR千歳線恵庭駅より徒歩28分

バス
- えにわコミュニティバス（ecoバス）循環A・Bコース「恵庭中学校」停留所下車、徒歩5分[12]

## 著名な出身者
- 高野慶治 - 元プロバスケットボール選手